# Ungavabugten
Ungavabugten (engelsk: Ungava Bay, fransk: baie d'Ungava, inuktitut: ᐅᖓᕙ ᑲᖏᖅᓗᒃ/ungava kangiqluk) er en bugt på nordsiden af Labradorhalvøen i Canada. Ungavabugten og øerne i bugten hører administrativt til regionen Qikiqtaaluk i Nunavut, mens fastlandskysten hører til regionen Nunavik i Québec.

## Geografi
Den omkring 33.000 km² store Ungavabugt grænser mod vest op til Ungavahalvøen. Mod nord åbner den sig mod Hudson-strædet, hvor bugten er omkring 265 kilometer bred. På det dybeste sted er der omkring 300 meter dybt. Som følge af den kolde Labradorstrøm er det omkringliggende landskab præget af tundra, og bugten er vinter og forår dækket af pakis.
I Ungavabugten udmunder flere større floder, blandt andre Rivière Arnaud, Rivière aux Feuilles, Rivière Koksoak, Rivière à la Baleine og Rivière George. Nordamerikas nordligste vandløb med opgang af atlanterhavslaks udmunder i Ungavabugten.
Leaf Basin i den sydvestlige del af Ungavabugten har verdens måske højeste tidevand. Her er der op til 16,8 meters forskel på høj- og lavvande. Bay of Fundy har dog lige så højt eller måske højere tidevand.
Der er mange inuit-bosættelser langs Ungavabugtens kyst. Den vigtigste er Kuujjuaq ved mundingen af Rivière Koksoak. Den største ø i bugten er den nordvestligt beliggende Akpatok Island.